# Nepal Railways
Nepal Railway Company Ltd. (NRC, reporte de marca: NR / ने. रे) es una empresa estatal que opera el servicio de trenes de pasajeros en Nepal. Actualmente opera el servicio de transporte de pasajeros en la línea de 28 km que va de Jainagar (India) a Janakpur (Nepal).

## Historia

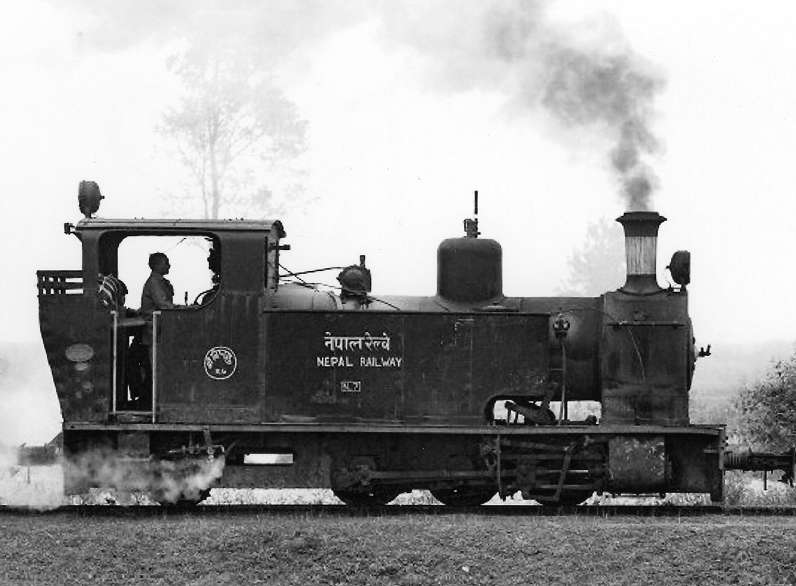
Una locomotora de los Ferrocarriles de Nepal en 1927 durante el reinado de Rana PM Chandra SJBR.

El primer ferrocarril de Nepal fue el Nepal Government Railway (NGR), un ferrocarril de vía estrecha de 762 mm construido por los británicos en 1927, durante el periodo Rana. El ferrocarril conectaba Raxaul, en la India británica, con Amlekhganj, en el Reino de Nepal. Esta línea de 39 kilómetros de longitud permitía a la gente de diferentes zonas del país llegar a Amlekhganj, y ayudaba a trasladar vehículos pesados a Bhimfedi. Entonces era posible llegar a Katmandú desde Bhimphedi a pie. El ferrocarril contaba con siete locomotoras de vapor, 12 coches y 82 vagones. Funcionaba con locomotoras Garratt de vapor fabricadas por Beyer, Peacock and Company del Reino Unido.
El segundo ferrocarril del país fue el Nepal Janakpur-Jainagar Railway (NJJR), un ferrocarril de vía estrecha de 762 mm, construido por los británicos en 1937, durante el periodo Rana. Esta vía de 45 km se construyó para transportar madera desde las zonas entonces muy boscosas de Janakpur, en el Reino de Nepal, hasta Jainagar, en la India británica. El ferrocarril se amplió posteriormente hasta Bijalpura.
La vía férrea Raxaul-Amlekhganj estuvo en funcionamiento hasta 1965. Se cerró tras la apertura de la autopista Tribhuvan. La vía férrea de Raxaul fue convertida en una vía ancha de 1.676 mm por Indian Railways para conectar el Depósito Interior de Contenedores (ICD) de Sirsiya (Birganj). El ferrocarril entró en pleno funcionamiento en 2005, aunque algunos segmentos se utilizaron ya en 2002. Se utiliza para trasladar contenedores y otras cargas desde y hacia el puerto de Calcuta y otros lugares de la India. Es el punto de entrada más importante para las importaciones a China, y es esencial para el comercio de Nepal. Birganj se encuentra a 700 km del puerto de Calcuta por ferrocarril.
Tras un desprendimiento del terraplén del ferrocarril y de dos puentes, la vía entre Janakpur y Bijayalpura (22 km de línea ferroviaria) se cerró en 2001. El resto de la vía férrea Janakpur-Jainagar se convirtió en 2018 en una vía ancha de 1.676 mm. La extensión a Bardibas sigue en construcción.

## Incidentes
- En agosto de 2012, se produjo un grave incidente cuando una locomotora se escapó sin bogies mientras un conductor ponía aceite. La locomotora circuló de Jainagar a Janakpur a una velocidad muy superior a las restricciones de la línea, lo que provocó que el trayecto de 29 km (18 mi), que normalmente dura dos horas y media, sólo durara 45 minutos. El personal de Janakpur desvió el motor de la locomotora hacia una vía dañada donde sus ruedas se atascaron en el suelo y se detuvo por completo sin causar ningún herido.[8][9]

## Futuro
Nepal Railways tiene previsto ampliar su servicio más allá de Janakpur en el futuro. Muy pronto operará hasta Bijayalpura, donde las infraestructuras son operables, y hasta Bardibas en un futuro próximo, donde las infraestructuras ferroviarias están siendo construidas por el Departamento de Ferrocarriles.